# San Marcos (Ocotepeque)
San Marcos é um município de Honduras, localizado no departamento de Ocotepeque.